# Fairies Wear Boots
«Faries Wear Boots» — пісня англійського геві-метал-гурту Black Sabbath, яка увійшла до альбому Paranoid 1970 року. Вона також вийшла як сторона Б синглу «After Forever».
На оригінальних американських копіях альбому 1970 року вступ до пісні було зазначено під назвою «Jack the Stripper» у форматі «Jack the Stripper/Fairies Wear Boots».
Композиція була визнана 11-ю найкращою піснею Black Sabbath автором Крістофом Реге.

## Про пісню
Точно невідомо чим надихався гурт під час написання цієї пісні. У документальному фільмі 2010 року «Classic Albums: Black Sabbath's Paranoid» басист гурту Ґізер Батлер стверджує, що Оззі Осборн написав текст після того, як група скінгедів у Лондоні назвала його «феєю» через його довге волосся. Однак Батлер також заявив, що тексту Оззі часто були випадковими, а друга половина пісні була про ЛСД. Осборн у тому ж документальному фільмі також сказав, що він композиція про ЛСД, хоча у автобіографії I Am Ozzy заявляв, що не пам'ятає, про що була написана пісня.

## Версії
Концертна версія «Fairies Wear Boots» з сесій недільного шоу Джона Піла з BBC від 26 квітня 1970 року, представлена на бонусному диску збірки Оззі Осборна 1997 року «The Ozzman Cometh». Пісня також увійшла до першого збірного альбому Black Sabbath «We Sold Our Soul for Rock 'n' Roll».
Осборн також включив концертне виконання пісні у свій альбом Speak of the Devil 1982 року, що повністю складається з пісень початково виконаних Black Sabbath.

## Учасники запису
- Оззі Осборн — вокал
- Тоні Айоммі — гітара
- Ґізер Батлер — бас
- Білл Ворд — ударні